# 陈戌源
陈戌源（1956年7月—），上海人，汉族，中国企业家、高级经济师。曾任上海国际港务（集团）股份有限公司董事长、党委书记，第十一届、十二届全国人大代表、中国足球协会主席、中国港口协会会长。

## 生平
陈戌源出生于上海，16岁时，他受电影《海港》影响，在1973年11月中学毕业后进入上海港务局（上港集团前身），成为一名码头工人。陈戌源喜好文学，期间曾在单位内部刊物上多次发表过诗歌和散文。陈戌源23岁时改做办公室秘书，两年后又被调到了上海港务局团委。陈戌源年轻时就非常喜欢踢球。1979年加入中国共产党。1983年至1985年在中央团校大专班学习，并于1997年7月获得上海海运学院工商管理硕士。1988年，原本担任港务局团委书记的陈戌源，转任上海港宝山集装箱装卸公司经理，成为国企经营者。2005年6月，陈戌源开始担任上港集团总裁，之后又升任董事长。在陈戌源担任上港集团董事长期间，上港集团提出了“全体员工持股”的方案。2013年，陈戌源主导上港集团收购了上海东亚足球俱乐部（后更名上海海港足球俱乐部），并在6年时间里，斥巨资将俱乐部从升班马打造为中超冠军。
2019年5月24日，在中国足协执委扩大会议上，陈戌源被任命为中国足协换届筹备组组长；同年6月19日卸下上港集团党委书记职务，7月30日卸下董事长一职，两职务均由原上海市人民政府副秘书长顾金山接任。外界普遍认为陈戌源即将接任中国足协主席一职。
2019年8月22日上午，在河北香河国家队训练基地召开的中国足协第十一届会员大会第一次会议上，陈戌源全票当选新一届中国足协主席。他是第一位非体育系统出身的足协主席，也是中国足协历史上第一位专职主席。但在当选前一晚，陈戌源便收受了两位地方足协官员贿赂款各30万元。
陈戌源在擔任足協主席期間，调整了中国足协的部门结构，合并三级职业联赛管理部门，意在为职业联盟成立做铺垫。他重点打击“金元足球”，2020年中国足协出台职业俱乐部总支出和总工资限制，又公布俱乐部名称中性化的新政，该政策要求职业俱乐部名称中不得含有俱乐部股东、股东关联方或实际控制人的字号、商号或品牌名称等。在两项政策影响下，加之此前各俱乐部的债务累积和2019冠状病毒病疫情冲击，中超联赛大牌外援流失，各支球队市场价值和联赛技术水平下降，一些球队甚至解散退出，赞助商也纷纷撤资。联赛政策的强硬推进和他在2021年提出的“足球本身是社会公益产品，投资人要有社会责任感”论断，被外界批评忽视职业足球的社会经济属性。在国家队方面，陈戌源取消国家队包机待遇，引入男子归化球员以求短期提升国家队实力，放任李铁贿赂足协官员以担任男足国家队主教练。
2023年2月14日，陈戌源卷入2022年中国足坛腐败案，被中央纪委国家监委驻国家体育总局纪检监察组和湖北省监委审查调查。9月26日，黄石市人民检察院对陈戌源向黄石市中级人民法院提起公诉。检方起诉指控陈戌源利用担任上海国际港务（集团）股份有限公司党委副书记、总裁、党委书记、董事长，中国足球协会换届筹备组组长，中国足球协会党委副书记、主席等职务上的便利以及职权、地位形成的便利条件，为他人谋取利益，非法收受他人财物，数额特别巨大，依法应当以受贿罪追究其刑事责任。
2024年1月29日，湖北省黄石市中级人民法院一审公开开庭审理陈戌源受贿一案，黄石市人民检察院指控其于2010年至2023年利用担任上海国际港务（集团）股份有限公司总裁、董事长、中国足球协会换届筹备组组长、中国足球协会主席等职务上的便利以及职权、地位形成的便利条件，为相关单位和个人在项目承揽、投资经营、赛事安排等事项上提供帮助，非法收受他人给予的财物共计折合人民币8103万余元。
2024年3月26日，湖北省黄石市中级人民法院一审公开宣判中国足球协会原主席陈戌源受贿案，以受贿罪判处无期徒刑，剥夺政治权利终身，并处没收个人全部财产。根据法院判决，陈戌源到案后如实供述自己罪行，并揭发他人犯罪行为，具有立功表现，认罪悔罪，积极退赃，受贿赃款已全部追缴，依法可以对其从轻处罚。